# Cuscuta pamirica
Cuscuta pamirica är en vindeväxtart som beskrevs av Butkov. Cuscuta pamirica ingår i släktet snärjor, och familjen vindeväxter. Inga underarter finns listade i Catalogue of Life.